# Hydrovatus stappersi
Hydrovatus stappersi är en skalbaggsart som beskrevs av Guignot 1959. Hydrovatus stappersi ingår i släktet Hydrovatus och familjen dykare. Inga underarter finns listade i Catalogue of Life.